# BareNaked (låt)
BareNaked är en pop-låt med den amerikanska skådespelerskan Jennifer Love Hewitt, skriven och producerad av Meredith Brooks och släppt som den första singeln den 29 oktober 2002, från hennes fjärde studioalbums försök, BareNaked (2002). Som första singeln från skivan fick den medial framgång på listorna världen över men hade lägre placeringar än förväntat. 
Singeln tog sig aldrig in på Billboard Hot 100 men klättrade till en 24:e placering på Bubbling Under Hot 100 chart. Högst placering hade låten i Australien där den hamnade på plats 24.

## Medias mottagande
Låten fick trots de låga listprestationerna främst positiv kritik från media, Jay S. Jacobs på PopEntertainment.com skrev att "Låten är en bra singel som utforskar mänsklig sårbarhet med förvånande insikt". Shawn McKenzie på entertainyourbrain.com tyckte att låten var "Medryckande och fastnar definitivt i huvudet" och gav den 4 poäng av 5 möjliga.
Dock var kritiken från CDNow överhängande dålig och recensenten förklarade: "Hewitts problem är att hon ironiskt saknar "det", vad det än är för magnetism eller ögongodis-gift hon har som skådespelerska så blir det inte mer än vanilj med hennes musik". Låten fick endast 30 stjärnor av 100 möjliga i recensionen.

### Kritikers poäng
- Q Magazine: 80/100
- Blender: 40/100
- Rolling Stone: 40/100
- Entertainment Weekly: 33/100
- CDNow: 30/100
- E! Online: 25/100

## Listor
| Listor (2002)                   | Topp position |
| ------------------------------- | ------------- |
| Australian ARIA Singles Chart   | 6             |
| New Zealand RIANZ Singles Chart | 26            |
| Dutch Singles Chart             | 73            |
| US Billboard Top 40 Mainstream  | 25            |
| US Billboard Adult Top 40       | 31            |
| US Billboard Hot 100            | 124           |

## Innehållsförteckning
1. "BareNaked" (Albumversion)
2. "BareNaked" (Radioversion)
3. "First Time" (Albumversion)
4. "Rock The Roll" (Albumversion)